# Nazionale maschile di calcio a 5 di Hong Kong
La nazionale di calcio a 5 di Hong Kong è, in senso generale, una qualsiasi delle selezioni nazionali di Calcio a 5 della Hong Kong Futsal Association che rappresentano Hong Kong nelle varie competizioni ufficiali o amichevoli riservate a squadre nazionali.
La giovane nazionale ha partecipato ad un solo mondiale, quello casalingo del 1992 come paese organizzatore, è uscita al primo turno preceduta da Argentina e Polonia. Nei campionati continentali Hong Kong ha raggiunto cinque qualificazioni alla fase finale: dal 2003 al 2007 è però sempre uscita al primo turno.

## Risultati nelle competizioni internazionali

### FIFA Futsal World Championship
- 1989 - Non qualificata
- 1992 - Primo turno
- 1996 - Non qualificata
- 2000 - Non qualificata
- 2004 - Non qualificata
- 2008 - Non presente
- 2012 - Non qualificata
- 2016 - Non qualificata
- 2021 - Non qualificata
- 2024 - Non qualificata

### AFC Futsal Championship
- 1999 - Non presente
- 2000 - Non presente
- 2001 -  Non presente
- 2002 -  Non presente
- 2003 - Primo turno
- 2004 - Primo turno
- 2005 - Primo turno
- 2006 - Primo turno
- 2007 - Non qualificata
- 2008 -  Non presente
- 2010 -  Non qualificata
- 2012 -  Non qualificata
- 2014 -  Non qualificata
- 2016 -  Non qualificata
- 2018 -  Non qualificata
- 2022 - Non qualificata
- 2024 - Non qualificata